# Joan Diaca i Retòric
Joan Diaca i Retòric (en llatí Joannes Diaconus et Rhetor, en grec Ιωάννου Διάκονος καὶ Ῥήτωρ), fou diaca de la gran església de Santa Sofia al final del segle ix.
Va escriure: 
- Λόγοςεἰς τὸν βίον τοῦ ἐν ἁγίοις πατρὸς ἡμῶν Ἰωδὴφ τοῦ ὑμνογράφου, Vita S. Josephi Hymnographi. Vida de Josep Himnògraf.
- Τίς ὁ δκυπὸς τῷ Θεῷ τῆς πρώτης τοῦ ἀνθρώπου πλάδεως, κ. τ. λ, Quid est Consilium Dei in prima Hominis Formatione, &c. Citat per Lleó Al·laci.

El nom de Joannes Diaconus és comú a diversos escriptors medievals, com Joannes Galenus o Pediasmus, Joan Ítal i aquest Joannes Diaconus, contemporani i corresponsal de Jordi de Trebisonda.